# 翠云草
翠云草（学名：Selaginella uncinata）为卷柏科卷柏属下的一个种，也称蓝地柏。多年生蕨类。
常见的观赏植物，在中国南部多地均有种植，生于林下，海拔50-1200米。中国特有，其他国家也有栽培。

## 扩展阅读
- 維基物種上的相關：翠云草

[在维基数据编辑]
 《植物名實圖考·翠雲草》，出自吳其濬《植物名實圖考》